# Calliostoma basulense
Calliostoma basulense is een slakkensoort uit de familie van de Calliostomatidae. De wetenschappelijke naam van de soort werd voor het eerst geldig gepubliceerd in 2014 door Poppe, Tagaro en Vilvens.